# God Bless the Child
«God Bless the Child» — восьмий та фінальний сингл другого студійного альбому канадської кантрі-співачки Шанаї Твейн — «The Woman in Me» (1995). У США і Канаді пісня вийшла 26 жовтня 1996. Пісня написана Шанаєю Твейн та Робертом Джоном Лангом; спродюсована Робертом Джоном Лангом. Музичне відео зрежисерував Ларрі Джодан; прем'єра музичного відео відбулась 26 жовтня 1996.
Всі гроші отримані від продажів синглу у США пішли на пожертву організації Second Harvest/Kids Cafe. Всі гроші від продажів синглу у Канаді пішли організації Breakfast for Learning.

## Виконання вживу
В 1996 Твейн виступила з піснею «God Bless the Child» на церемонії нагородження Country Music Association Awards.

## Музичне відео
Музичне відео зрежисерував Ларрі Джодан. Зйомки проходили у Нашвіллі, Теннессі, США 3 жовтня 1996. Існує дві версії відеокліпу: в першій у музиці присутнє банджо, у другій його звучання немає. Прем'єра музичного відео відбулась 26 жовтня 1996.

## Список пісень
CD-сингл для США
1. God Bless the Child (попередньо невипущена версія) — 3:48
2. (If You're Not in It for Love) I'm Outta Here! (ремікс) — 4:21

Максі CD-сингл для Канади
1. God Bless the Child 3:49
2. (If You're Not In It for Love) I'm Outta Here! (ремікс) — 4:40
3. Whose Bed Have Your Boots Been Under? (денс-мікс) — 4:50
4. The Woman in Me (Needs the Man in You) (мікс сталевої гітари) — 4:50

## Чарти
Сингл дебютував на 74 місце чарту Billboard Hot Country Songs на тижні від 30 листопада 1996. 11 січня 1997 пісня досягла 48 місця чарту і провела на такій позиції один тиждень. Пісня також досягла 75 місця чарту Billboard Hot 100.
| Чарт (1996-97)                              | Місце |
| ------------------------------------------- | ----- |
| Canadian Singles Chart                      | 1     |
| Canada RPM Country Singles                  | 7     |
| U.S. Billboard Hot Country Singles & Tracks | 48    |
| U.S. Billboard Hot 100                      | 75    |